# 권경중
권경중은 <고려사> 1권 ,열전.14에 그의 벼슬은 고종 때 상서 예부시랑 지제고에 올랐다고 전해진다.
이규보의 문집 , 동국이상국집.에 ‘사랑 이미수가 박사 권경중의 벽곡을 나무란 시운에 차하다’란 제목의 시3편이 있다. 그는 이규보, 유승단과 함께 <명종실록>을 편찬한 역사가이다. <고려사절요>에 4회 정도 그가 역사 사건에 대해 사관으로서 논평한 내용이 기록되어 있다. 그는 고려 때의 과학자이며 역사가였다.